# 鲁道夫·焦文扎纳
鲁道夫·焦文扎纳（義大利語：Rodolfo Giovenzana，1949年2月22日—），意大利前男子排球运动员。他曾代表意大利国家队参加1976年夏季奥林匹克运动会排球比赛，结果获得第八名。